# L'Heure de vérité (film)
Pour l’article homonyme, voir L'Heure de vérité.
Cet article possède un paronyme, voir L'Heure de la vérité.
Pour plus de détails, voir Fiche technique et Distribution.
L'Heure de vérité est un film québécois de Louis Bélanger sorti le 21 août 2009.

## Synopsis
À l'automne 1964, la construction des 52 derniers milles du chemin de fer du Grand lac des Esclaves est en voie d'achèvement. Une bande hétéroclite de travailleurs instables, ivrognes et voleurs, est recrutée dans les tavernes par Fisk, contremaître aux poings d'acier. Martin Bishop, dix-huit ans, arrive comme nouveau pointeur au sein de cette équipe, le précédent pointeur ayant « disparu ». Bishop découvre rapidement des faits anormaux dans ce camp isolé; celui qui ne suit pas les règles de Fisk risque d'être expulsé du camp dans la nature sauvage et hostile. Fait surprenant, tous les hommes qui ont été expulsés demeurent sur la liste de paie... Le refus de Bishop de jouer le jeu de Fisk lui vaut d'être expulsé dans la forêt, dont l'immensité devient sa nouvelle prison.  Incapable de s'échapper, Bishop découvre des aptitudes à la survie qu'il ne croyait pas posséder. Lorsqu'il rencontre Fisk pour une bataille décisive, la ligne qui sépare le bien du mal n'est pas aussi précise qu'on pourrait l'imaginer.

## Fiche technique
- Titre : L'Heure de vérité
- Titre anglais : The Timekeeper
- Réalisation : Louis Bélanger
- Scénario : Louis Bélanger et de Lorraine Dufour, tiré du roman de Trevor Ferguson The Timekeeper, publié en 1995
- Musique : Guy Bélanger et Claude Fradette
- Photographie : Guy Dufaux
- Montage : Lorraine Dufour et Claude Palardy
- Production : Real Chabot
- Société de production : Coop Vidéo de Montréal, Perfect Circle Productions et Téléfilm Canada
- Pays :  Canada
- Genre : Aventure et drame
- Durée : 90 minutes
- Date de sortie : 5 juin 2009 (États-Unis), 21 août 2009 (Canada)

## Distribution
- Craig Olejnik: Martin Bishop
- Roy Dupuis: Scully
- Stephen McHattie:	Fisk
- Gary Farmer: Cook